# Gianfranco Pasquino
Gianfranco Pasquino (Trana, 9 aprile 1942) è un politologo e politico italiano.
Professore emerito di scienza politica nell'Università di Bologna. Dal 2005 è socio dell'Accademia Nazionale dei Lincei.
Su specifico invito, da gennaio 2020 è membro del gruppo di studio e di ricerca "Giustizia penale italiana, europea e internazionale" dell'Iberojur, coordinato da Bruna Capparelli.

## Biografia
Si laurea a Torino in scienza politica con Norberto Bobbio e si specializza in politica comparata con Giovanni Sartori all'Istituto Cesare Alfieri di Firenze. Ha conseguito un Master of Arts in relazioni Internazionali presso la Paul H. Nitze School of Advanced International Studies (SAIS) della Johns Hopkins University, frequentando il primo anno presso il campus europeo, Bologna Center, e il secondo anno presso il campus principale a Washington (USA). La sua carriera universitaria l'ha portato a insegnare anche nelle università di Firenze, Harvard, California a Los Angeles, e alla School of Advanced International Studies di Washington.
Fellow di ChristChurch e di St Anthony's a Oxford e dell'Instituto Juan March di Madrid, fu professore di scienza politica nell'Università di Bologna dal 1º novembre 1969 al 31 ottobre 2012, nominato Emerito nel 2014. Dal 1976 è professore di European Studies al Bologna Center della Johns Hopkins University. Ha diretto dal 1980 al 1984 la rivista Il Mulino e, dal 2001 al 2003, la Rivista italiana di scienza politica. Nel triennio 2010-2013 è stato presidente della Società italiana di scienza politica (SISP).
È stato senatore della Repubblica dal 1983 al 1992 e dal 1994 al 1996 per la Sinistra Indipendente e per i Progressisti. Candidato nel 1996 da L'Ulivo alla Camera dei deputati, è stato l'unico non eletto di quella lista nella quota maggioritaria uninominale dell'Emilia-Romagna. Il 26 luglio 2005 è stato eletto socio dell'Accademia Nazionale dei Lincei. Dal luglio 2011 fa parte del consiglio scientifico dell'Enciclopedia Italiana. Ha ricevuto quattro lauree ad honorem: dall'Università di Buenos Aires nel 1996; dall'Università de La Plata nel 2001; dall'Università Cattolica di Cordoba nel 2011; dall'Università Autonoma dello Stato di Hidalgo (Messico) nel 2018.
A lungo editorialista per Il Sole 24 Ore, la Repubblica e l'Unità. È stato direttore della rivista 451 (edizione italiana della The New York Review of Books) dal 2011 al 2014. Attualmente collabora al quotidiano Domani fin dai suoi inizi, a il Fatto Quotidiano e con l'agenzia giornali locali AGL (agenzia di stampa delle testate locali del Gruppo Editoriale L'Espresso). È stato per più di un decennio commentatore della trasmissione radiofonica di Radio 1 Zapping. È spesso ospite delle trasmissioni televisive Coffee Break de LA7;  Di Mattina, approfondimento politico di Rai News; Agorà di Rai Tre, e Stasera Italia di Rete Quattro.
Alle elezioni amministrative del 2009 si è candidato a sindaco della città di Bologna, a capo di una lista civica chiamata "Cittadini per Bologna", come l'associazione che aveva formato nei mesi precedenti, dichiarando all'annuncio della candidatura: "Siamo di centrosinistra e fondamentalmente ulivisti, ma non nostalgici, perché crediamo che l'Ulivo non sia mai arrivato ad un suo compimento". Pasquino ha raccolto circa 4 400 voti (il 2%).
Nel 2016 firma l'appello de il Fatto Quotidiano a sostegno delle ragioni per il "No" per il referendum costituzionale sulla riforma Renzi-Boschi.

## Opere
- Modernizzazione e sviluppo politico, Bologna, Il Mulino, 1970.
- Militari e potere in America Latina, Bologna, Il Mulino, 1974.
- Continuità e mutamento elettorale in Italia. Le elezioni del 20 giugno 1976 e il sistema politico italiano, a cura di e con Arturo Parisi, Bologna, Il Mulino, 1977.
- Cos'è cambiato nella societa italiana? Elementi per la comprensione delle vicende sociali economiche e politiche dell'Italia negli anni '70, con Arnaldo Bagnasco e Angelo Caloia, Milano, Libreria Cortina, 1977.
- La politica nell'Italia che cambia, a cura di e con Alberto Martinelli, Milano, Feltrinelli, 1978.
- Crisi dei partiti e governabilità, Bologna, Il Mulino, 1980.
- Teoria e prassi delle relazioni internazionali, a cura di, Napoli, Liguori, 1981. ISBN 88-207-1030-7.
- Degenerazione dei partiti e riforme istituzionali, Roma-Bari, Laterza, 1982.
- Le società complesse, a cura di, Bologna, Il Mulino, 1983. ISBN 88-15-00040-2.
- Terrorismo e violenza politica. Tre casi a confronto: Stati Uniti, Germania e Giappone, a cura di e con Donatella della Porta, Bologna, Il Mulino, 1983. ISBN 88-15-00168-9.
- Varianti del riformismo, Bologna, Istituto Cattaneo, 1984.
- La prova delle armi, a cura di, Bologna, Il Mulino, 1984. ISBN 88-15-00584-6.
- Marx dopo Marx, con Biagio De Giovanni, Bologna, Cappelli, 1985.
- Il sistema politico italiano, a cura di, Roma-Bari, Laterza, 1985. ISBN 88-420-2580-1.
- Il potere militare nelle società contemporanee, a cura di e con Franco Zannino, Bologna, Il Mulino, 1985. ISBN 88-15-00922-1.
- La complessità della politica, Roma-Bari, Laterza, 1985. ISBN 88-420-2618-2.
- Restituire lo scettro al principe. Proposte di riforme istituzionali, Roma-Bari, Laterza, 1985. ISBN 88-420-2657-3.
- Manuale di scienza della politica, a cura di, Bologna, Il Mulino, 1986. ISBN 88-15-01208-7.
- Mass media e sistema politico. Atti del Convegno La scienza politica in Italia: bilancio e prospettive, Milano, maggio 1984, a cura di, Milano, Franco Angeli, 1986.
- Una certa idea della sinistra, Milano, Feltrinelli, 1987. ISBN 88-07-11016-4.
- Rappresentanza e democrazia, a cura di, Roma-Bari, Laterza, 1988. ISBN 88-420-3228-X.
- La lenta marcia nelle istituzioni. I passi del PCI, a cura di, Bologna, Il Mulino, 1988. ISBN 88-15-02078-0.
- Istituzioni, partiti, lobbies, Roma-Bari, Laterza, 1988. ISBN 88-420-3069-4.
- I soliti ignoti. Gli opposti terrorismi nell'analisi dei Presidenti del Consiglio (1969-1985), in Raimondo Catanzaro (a cura di), La politica della violenza, Bologna, Il Mulino, 1990. ISBN 88-15-02734-3.
- Opposizione, governo ombra, alternativa, con Oreste Massari e Antonio Missiroli, Roma-Bari, Laterza, 1990. ISBN 88-420-3532-7.
- Alla ricerca dello scettro perduto. Democrazia, sovranità, riforme, Bologna, Il Mulino, 1990. ISBN 88-15-02467-0.
- La repubblica dei cittadini ombra, Milano, Garzanti, 1991. ISBN 88-11-65590-0.
- Come eleggere il governo, Milano, Anabasi, 1992. ISBN 88-417-7002-3.
- Politica in Italia. I fatti dell'anno e interpretazioni. Edizione 1992, a cura di e con Stephen Hellman, Bologna, Il Mulino, 1992. ISBN 88-15-03628-8.
- La nuova politica, Roma-Bari, Laterza, 1992. ISBN 88-420-3962-4.
- Commentario della Costituzione, Art. 48-52. Rapporti politici. To. 1, Bologna, Zanichelli, 1992. ISBN 88-08-10412-5.
- Stati Uniti, a cura di, Milano, Il Saggiatore-Bruno Mondadori, 1993. ISBN 88-428-0109-7.
- Votare un solo candidato. Le conseguenze politiche della preferenza unica, a cura di, Bologna, Il Mulino, 1993. ISBN 88-15-03870-1.
- Politica in Italia. I fatti dell'anno e interpretazioni. Edizione 1993, a cura di e con Stephen Hellman, Bologna, Il Mulino, 1993. ISBN 88-15-04083-8.
- Euroministri: il governo dell'Europa, con Luciano Bardi, Milano, Il Saggiatore, 1994. ISBN 88-428-0178-X.
- L'alternanza inattesa: le elezioni del 27 marzo 1994 e le loro conseguenze. Soveria Mannelli (Cz), Rubbettino, 1994, (curatore).
- Rappresentare e governare. Bologna, Il Mulino, 1994, (curatore con O. Massari).
- Politica in Italia. I fatti dell'anno e interpretazioni. Edizione 1994. Bologna, Il Mulino, 1994, (curatore con C. Mershon).
- La politica italiana. Dizionario critico 1945-1995. Roma-Bari, Laterza, 1995, (curatore).
- Mandato popolare e governo. Bologna, Il Mulino, 1995.
- Lo stato federale. Milano, Il Saggiatore, 1996.
- L'opposizione. Roma-Bari, Laterza, 1996.
- Semipresidenzialismo. Bologna, Il Mulino, 1996. (coautore con S. Ceccanti e O. Massari).
- 1945-1996. La politica in Italia. Roma-Bari, Laterza, 1997 (con cd-rom) (curatore).
- La democrazia esigente. Bologna, Il Mulino, 1997.
- Il pensiero politico. Idee, teorie, dottrine. Torino, UTET, 1999 (curatore con A. Andreatta, A. E. Baldini,C. Dolcini).
- La classe politica. Bologna, Il Mulino, 1999.
- Capire l'Europa. L'aquila, Scuola superiore G. Reiss Romoli, 1999.
- Politica in Italia. I fatti dell'anno e interpretazioni. Edizione 2000. Bologna, Il Mulino, 2000, (curatore con M. Gilbert).
- La transizione a parole. Bologna, Il Mulino, 2000.
- Critica della sinistra italiana. Bologna, Il Mulino, 2001.
- Dall'Ulivo al governo Berlusconi. Bologna, Il Mulino, 2002, (curatore).
- Il sistema politico italiano. Bologna, Bononia University Press, 2002.
- USA: elezioni e sistema politico. Bologna, Bononia University Press, 2003 (2005, 2º edizione), (coautore con D. Campus).
- Sistemi politici comparati. Bologna, Bononia University Press, 2003 (2007, 3º edizione).
- Il Dizionario di Politica. Torino, UTET, 2004 (3º ed. riveduta e ampliata), (condirettore con N. Bobbio e N. Matteucci).
- Maestri della scienza politica. Bologna, Il Mulino, 2004, (curatore con D. Campus).
- Nuovo corso di scienza politica. Bologna, Il Mulino, 2004 (2009, 2º edizione).
- La scienza politica di Giovanni Sartori. Bologna, Il Mulino, 2005, (curatore).
- Capi di governo. Bologna, Il Mulino, 2005, (curatore).
- For a Fistful of Votes. The 2006 Italian National Elections. Bologna, CLUEB, 2006, (curatore con J. O. Frosini).
- The Powers of Heads of Government. Bologna, CLUEB, 2006.
- I sistemi elettorali. Bologna, Il Mulino, 2006.
- Parlamenti democratici. Bologna, Il Mulino, 2006, (con Riccardo Pelizzo).
- Strumenti della democrazia. Bologna, Il Mulino, 2007, (curatore).
- Le istituzioni di Arlecchino. Napoli, ScriptaWeb, 2007 (2009, 6º ed. in progress), (autore).
- Prima lezione di scienza politica. Roma-Bari, Laterza, 2008.
- Partiti e sistemi di partito nelle democrazie europee. Bologna, Il Mulino, 2008 (curatore con Pietro Grilli di Cortona).
- Le primarie comunali in Italia. Bologna, Il Mulino, 2009 (curatore con Fulvio Venturino).
- Il Partito Democratico. Elezione del segretario, organizzazione e potere. Bologna, Bononia University Press, 2009 (curatore).
- Le parole della politica. Bologna, Il Mulino, 2010, (autore).
- Una splendida cinquantenne: la Quinta Repubblica francese. Bologna, Il Mulino, 2010 (curatore con Sofia Ventura).
- Il Partito Democratico di Bersani. Persone, profilo e prospettive. Bologna, Bononia University Press, 2010 (curatore con Fulvio Venturino).
- La rivoluzione promessa. Lettura della Costituzione italiana. Milano, Bruno Mondadori, 2011 (autore).
- Quasi sindaco. Politica e società a Bologna 2008-2010. Reggio Emilia, Diabasis, 2011 (autore).
- Il potere dell'alternanza. Teorie e ricerche sui cambi di governo. Bologna, Bononia University Press, 2011 (curatore con M. Valbruzzi).
- Politica è.... Bologna, Casadeilibri, 2012 (autore).
- Liberali, davvero! Paradoxa, ANNO VI - n. 1/2012 (curatore)
- Finale di partita. Tramonto di una Repubblica. Milano, Egea, 2013 (autore).
- Quarant'anni di scienza politica in Italia. Bologna, Il Mulino, 2013 (co-curatore con M. Regalia e M. Valbruzzi).
- Aux urnes, citoyens! Paradoxa, ANNO VII - n. 1/2013 (curatore).
- Politica e istituzioni. Milano, Egea, 2014 (autore).
- La Repubblica di Sartori. Paradoxa, ANNO VIII – n1/2014 (curatore).
- Il Partito democratico secondo Matteo. Bologna, Bononia University Press, 2014 (curatore con Fulvio Venturino).
- Partiti, istituzioni, democrazie. Bologna Il Mulino 2014 (autore).
- La scomparsa delle culture politiche in Italia, Paradoxa, ANNO IX - n. 4/2015 (curatore)
- Cittadini senza scettro. Le riforme sbagliate. Milano, Egea, 2015 (autore).
- La Costituzione in trenta lezioni, UTET 2015 (autore)
- L'Europa in trenta lezioni, UTET 2017 (autore).
- Le società (in)civili, ParadoXa, ANNO XI – n. 2/2017 (curatore).
- Deficit democratici. Cosa manca ai sistemi politici, alle Istituzioni e ai leader, Milano, Egea, 2018 (autore).
- Bobbio e Sartori. Capire e cambiare la politica, Milano, Egea, 2019.
- Minima Politica. Sei lezioni di democrazia, Milano, UTET, 2020
- Italian Democracy. How It Works (Routledge 2020).
- Libertà inutile. Profilo ideologico dell'Italia repubblicana, UTET 2021.
- Tra scienza e politica. Una autobiografia, UTET 2022
- The Culture of Accountability, Routledge, 2022 (con Riccardo Pelizzo).
- Il lavoro intellettuale. Cos'è, come si fa, a cosa serve, Torino, UTET, 2023 (autore).